# Ансар Гаркхо
Ансар Гаркхо (Анзор Картоев) — сооснователь и глава политической организации «Комитет ингушской независимости» (сокр. КИН; ингуш. Ğalğay Kortamuq̇alen Komitet), выступающей за независимость Ингушетии от Российской Федерации.

## Биография
Ансар Гаркхо родился 16 октября 1986 года в городе Малгобек, Республика Ингушетия. В 2004 году окончил среднюю школу № 18 в родном городе. Параллельно со школьным обучением, Гаркхо завершил курсы информационных технологий и прошел обучение в школе изобразительных искусств. В 2005 году он поступил на юридический факультет Ингушского государственного университета, по направлению «Юриспруденция». В 2022 году Гаркхо также прошел обучение по специальности «Государствостроительство» в рамках курса по политологии. 
С 2008 по 2013 год Ансар Гаркхо принимал активное участие в ингушском сопротивлении против российских войск на территории Ингушетии. В 2014 году он стал одним из учредителей благотворительного фонда «Афия», основной задачей которого была помощь малоимущим, а также лицам, подвергшимся политическим преследованиям. В этот же период Гаркхо также занимался проектами, направленными на популяризацию мусульманских праздников в Ингушетии. В 2016 году он стал одним из учредителей молодёжного движения, которое ставило своей целью противодействие распространению наркотических средств. В 2017 году, из-за систематических обысков и угроз со стороны ФСБ, Гаркхо был вынужден покинуть Россию вместе с семьей. 
С 2017 по 2019 год он занимался гуманитарной деятельностью в странах Африки и Азии, сотрудничая с фондом «Живое Сердце». В частности, Гаркхо руководил проектом по оказанию помощи народу рохинджа в Мьянме и Бангладеш. В 2020 году он стал одним из основателей ингушской диаспоры в Стамбуле и возглавлял её до 2022 года. В конце 2022 года Гаркхо возглавил Комитет ингушской независимости. Он также является соучредителем YouTube-каналов «Голос Истины» и «Башня», последний посвящён освещению событий на Кавказе.